# Aprostocetus brasiliensis
Aprostocetus brasiliensis is een vliesvleugelig insect uit de familie Eulophidae. De wetenschappelijke naam is voor het eerst geldig gepubliceerd in 1904 door Ashmead. Zoals de wetenschappelijke naam doet vermoeden, komt deze soort voor in Brazilië.